# Vier liederen over dromen
Vier liederen over dromen is een liederenbundel waarvan de muziek gecomponeerd is door de Fin Aulis Sallinen. De teksten zijn afkomstig van Paavo Haavikko.

## Geschiedenis
De opdracht voor het werk kwam van sopraan Taru Valjakka. Het schrijven van de liederen zou uiteindelijk uitmonden in het componeren van zijn opera De Ruiter. Paljakka gaf met Meri Louhos (piano) de eerste uitvoering in Helsinki.
Er zijn twee versies van het werk; een voor zangstem en piano en een met begeleiding door orkest. De orkestratie van die laatste is:
- 3 dwarsfluiten, 3 hobo's, 3 klarinetten, 3 fagotten;
- 4 hoorns, 3 trompetten, 3 trombones;
- pauken en twee man percussie, harp, celesta;
- strijkinstrumenten.

De première van deze variant vond plaats op 25 mei 1976 door Valjakka, begeleid door het Fins Radiosymfonieorkest onder leiding Okko Kamu.

## Liederen
De titels van de liederen luiden:
1. Een man gemaakt van dromen (Unesta tehty mies); een vrouw wordt in haar slaap lastiggevallen door haar overleden man; zij kan daar niets aan doen; hij ontglipt haar steeds; de relatie was niet zo goed als gedacht;
2. Wiegelied voor een dode ruiter (Kehtolaulu kuolleelle ratsumiehelle); de dode ruiter slaapt en slaapt maar en wordt nergens meer door wakker gemaakt;
3. Droom in een droom in een droom (On kolme unta sisäkkäin); een vrouw droomt, dat zij droomt dat ze zwanger is en dat de baby daarbij in haar baarmoeder droomt (dit lied belandde uiteindelijk niet in de opera);
4. Geen enkele stroom (Ei mikään virta); geen enkele stroom is zo vlug als het leven.

## Discografie
- Uitgave BIS Records 64: Valjakka met pianist Ralf Gothóni; opname uit 1977